# نافتيدروفوريل
نافتيدروفوريل (بالإنجليزية: Naftidrofuryl)‏ أو نافرونيل (بالإنجليزية: nafronyl)‏ أو أوكسالات نافتيدروفوريل (بالإنجليزية: naftidrofuryl oxalate)‏ أو أوكسالات نافرونيل (بالإنجليزية: nafronyl oxalate)‏، هو موسع للأوعية الدموية يستخدم في علاج اضطرابات الأوعية الدموية الطرفية والدماغية. تم ترخيص نافتيدروفوريل أيضًا لعلاج العرج المتقطع بسبب مرض الشريان المحيطي.